# براد سينغلتون
براد سينغلتون (بالإنجليزية: Brad Singleton)‏ هو لاعب دوري الرغبي بريطاني، ولد في 29 أكتوبر 1992 في بارو إن فورنيس في المملكة المتحدة.